# 리오토 i8
리오토 i8(영어: Li Auto i8, 중국어 간체자: 理想i8, 병음: Lǐxiǎng i8, 직역: ideal i8)는 중국의 자동차 제조업체인 리오토에서 생산하는 배터리 전기 고급 풀사이즈 크로스오버 SUV이다. 이 차는 리오토 메가에 이어 리오토의 두 번째 순수 전기차이자, 최초의 순수 전기차 크로스오버 SUV이다. 또한 리오토의 배터리 전기 크로스오버 i 시리즈의 주력 차량으로 자리매김하였다.